# 格多夫卡河
58°45′36.72″N 27°46′48.2″E / 58.7602000°N 27.780056°E
格多夫卡河（俄语：Гдовка），是俄羅斯的河流，位於該國西北部普斯科夫州，最終注入楚德湖，河道全長23公里，流域面積150平方公里，河畔城鎮有格多夫。